# Teramo Basket 2010-2011
Questa voce raccoglie le informazioni riguardanti il Teramo Basket nelle competizioni ufficiali della stagione 2010-2011.

## Stagione
La stagione 2010-2011 del Teramo Basket, sponsorizzato Banca Tercas, è l'8ª nel massimo campionato italiano di pallacanestro.
All'inizio della nuova stagione la Lega Basket decise di modificare il regolamento riguardo al numero di giocatori stranieri da schierare contemporaneamente in campo. Si decise così di optare per la scelta della formula con 5 giocatori stranieri di cui massimo 3 non appartenenti a Paesi appartenenti alla FIBA Europe. Tuttavia a gennaio venne cambiata scelta, decidendo di passare alla formula con 6 giocatori stranieri di cui massimo 2 non appartenenti a Paesi appartenenti alla FIBA Europe.

## Roster
| Teramo Basket 2010-11 | Teramo Basket 2010-11 |
| Giocatori             | Staff tecnico         |
| --------------------- | --------------------- |

| N. | Naz.                                                   | Ruolo | Nome                 | Anno | Alt.   | Peso   |  |
| -- | ------------------------------------------------------ | ----- | -------------------- | ---- | ------ | ------ |  |
| 4  | Italia (bandiera)                                      | P     | Antonello Ricci      | 1992 | 190 cm | 80 kg  |  |
| 5  | Serbia (bandiera)                                      | P     | Ivan Zoroski         | 1979 | 195 cm | 95 kg  |  |
| 6  | Stati Uniti (bandiera)                                 | G     | Blake Ahearn         | 1984 | 188 cm | 84 kg  |  |
| 11 | Italia (bandiera)                                      | GA    | Giorgio Boscagin     | 1983 | 196 cm | 98 kg  |  |
| 12 | Italia (bandiera)                                      | P     | Robert Fultz         | 1982 | 189 cm | 86 kg  |  |
| 13 | Italia (bandiera)                                      | A     | Gianluca Lulli (C)   | 1972 | 196 cm | 103 kg |  |
| 14 | Spagna (bandiera)                                      | A     | Rodrigo De La Fuente | 1976 | 200 cm | 99 kg  |  |
| 16 | Stati Uniti (bandiera)                                 | G     | Drake Diener         | 1981 | 196 cm | 88 kg  |  |
| 17 | Italia (bandiera)                                      | G     | Alex Martelli        | 1991 | 195 cm | 82 kg  |  |
| 18 | Stati Uniti (bandiera)                                 | AG    | Josh Davis           | 1980 | 203 cm | 106 kg |  |
| 21 | Canada (bandiera) · Irlanda (bandiera)                 | C     | Jesse Young          | 1980 | 207 cm | 104 kg |  |
| 22 | Italia (bandiera)                                      | G     | Roberto Rullo        | 1990 | 192 cm | 90 kg  |  |
| 23 | Stati Uniti (bandiera)                                 | AG    | Mike Hall            | 1984 | 203 cm | 105 kg |  |
| 30 | Stati Uniti (bandiera) · Italia (bandiera)             | C     | Casey Shaw           | 1975 | 208 cm | 108 kg |  |
| 33 | Italia (bandiera)                                      | AG    | Achille Polonara     | 1991 | 205 cm | 102 kg |  |
| 42 | Stati Uniti (bandiera) · Macedonia del Nord (bandiera) | C     | Kevin Fletcher       | 1980 | 207 cm | 115 kg |  |
| -  | Italia (bandiera)                                      | P     | Vincenzo Di Giuseppe | 1993 | 182 cm | 68 kg  |  |
| -  | Italia (bandiera)                                      | AC    | Sandro Listwon       | 1993 | 202 cm | 103 kg |  |
| -  | Italia (bandiera)                                      | A     | Alberto Serafini     | 1993 | 193 cm | 87 kg  |  |

| Allenatore |
| - Andrea Capobianco (fino al 22 novembre) - Alessandro Ramagli (dal 22 novembre)                                                        |
| Assistente/i |
| - Emanuele Di Paolantonio - Giuseppe Di Paolo Legenda - (C) Capitano - (IN) Inattivo - Infortunato Roster Aggiornato al: 17 luglio 2017 |

## Mercato

### Sessione estiva
| Acquisti | Acquisti         | Acquisti       | Acquisti   | Acquisti |
| R.       | Nome             | da             | Modalità   |          |
| -------- | ---------------- | -------------- | ---------- | -------- |
| P        | Ivan Zoroski     | Paniōnios      | definitivo |          |
| G        | Blake Ahearn     | Erie BayHawks  | definitivo |          |
| GA       | Giorgio Boscagin | Pall. Reggiana | definitivo |          |
| AG       | Mike Hall        | Olimpia Milano | definitivo |          |
| G        | Roberto Rullo    | Pall. Treviso  | definitivo |          |
| C        | Casey Shaw       | V.L. Pesaro    | definitivo |          |
| C        | Kevin Fletcher   | Beşiktaş       | definitivo |          |

| Cessioni | Cessioni        | Cessioni           | Cessioni       |
| R.       | Nome            | a                  | Modalità       |
| -------- | --------------- | ------------------ | -------------- |
| P        | Tommaso Marino  | Treviglio          | fine contratto |
| AC       | Goran Jurak     | Pall. Biella       | fine contratto |
| A        | Bobby Jones     | Sutor Montegranaro | fine contratto |
| C        | Virgil Stănescu | Steaua Bucarest    | fine contratto |
| P        | Giuseppe Poeta  | Virtus Bologna     | fine contratto |
| AP       | Bruno Cerella   | Casalpusterlengo   | prestito       |
| AC       | Valerio Amoroso | Virtus Bologna     | fine contratto |
| G        | Ryan Hoover     | Free agent         | fine contratto |

### Dopo l'inizio della stagione
| Acquisti | Acquisti             | Acquisti       | Acquisti   | Acquisti |
| R.       | Nome                 | da             | Modalità   |          |
| -------- | -------------------- | -------------- | ---------- | -------- |
| AG       | Josh Davis           | Free agent     | definitivo |          |
| ALL      | Alessandro Ramagli   | Free agent     | definitivo |          |
| A        | Rodrigo de la Fuente | Free agent     | definitivo |          |
| C        | Jesse Young          | Free agent     | definitivo |          |
| P        | Robert Fultz         | Pall. Reggiana | definitivo |          |

| Cessioni | Cessioni          | Cessioni       | Cessioni    | Cessioni |
| R.       | Nome              | a              | Modalità    |          |
| -------- | ----------------- | -------------- | ----------- | -------- |
| C        | Casey Shaw        |                | ritirato    |          |
| AG       | Mike Hall         | Dakota Wizards | rescissione |          |
| ALL      | Andrea Capobianco | Free agent     | rescissione |          |
| G        | Blake Ahearn      | Erie BayHawks  | rescissione |          |
| G        | Roberto Rullo     | Veroli Basket  | prestito    |          |